# Granada (Nicaragua)
Granada is een stad in Nicaragua, Midden-Amerika, op de westoever van het Meer van Nicaragua en op ongeveer achttien kilometer ten noorden van de Grote Oceaan. De gemeente telt ongeveer 127.000 inwoners (2015), waarvan ongeveer 75 procent in urbaan gebied (área de residencia urbano) woont.
Het is de hoofdstad van het departement Granada.

## Geschiedenis

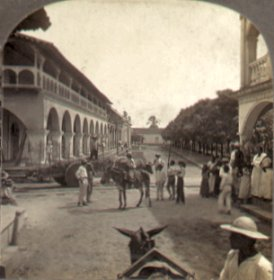
Granada omstreeks 1905

Voordat Nicaragua in Spaanse handen viel, was het gebied waar nu Granada ligt een belangrijke handelsroute. Het was het centrum van levendige Indiaanse economieën.
De stad Granada werd in 1524 gesticht door Francisco Hernández de Córdoba, en is daarmee de oudste stad op het vasteland van Midden-Amerika. Het was lange tijd de belangrijkste stad in Nicaragua. In de 17e eeuw werd de stad aangevallen door piraten uit Frankrijk, Nederland en Engeland. In het koloniale tijdperk was Granada zeer geliefd vanwege de natuurlijke rijkdommen in de vorm van goud en vruchtbare bodem. Bovendien was de stad via het water vanaf beide kusten goed te bereiken. In een poging om de stad te beschermen tegen aanvallen van piraten via de rivier San Juan vanuit de Caribische Zee, bouwden de Spanjaarden een fort op de Zuidoever van de rivier, bij het Meer van Nicaragua. Van dit fort San Pablo zijn de ruïnes bewaard gebleven.
Nadat Nicaragua in 1835 onafhankelijk werd van de Centraal-Amerikaanse federatie wisselde Granada samen met León af als hoofdstad van Nicaragua. Granada werd door conservatieve regimes geprefereerd, terwijl liberalen de voorkeur gaven aan León. De rivaliteit tussen beide steden ging gepaard met geweld, hetgeen in 1850 uitmondde in een burgeroorlog.
In 1855 viel de Amerikaanse avonturier William Walker met zijn huurlingen Granada aan, met het doel Midden-Amerika te veroveren. Geholpen door troepen uit het Granada vijandige León lukte het hem om Granada in handen te krijgen. Vervolgens heerste hij van daaruit over Nicaragua. De andere Midden-Amerikaanse staten voelden zich echter bedreigd, en verdreven Walker in 1857 uit Nicaragua. Zijn manschappen lieten daarbij een spoor van vernietiging achter in Granada.
Deze rivaliteit tussen Granada en León bleef ook na het vertrek van Walker bestaan, totdat de hoofdstad van Nicaragua in 1858 bij wijze van compromis definitief gevestigd werd in Managua.
Granada is nu de zevende gemeente van het land qua inwoneraantal. Het eiland Zapatera (600 inw.) maakt er deel van uit.

## Geografie
Ten zuiden van de stad ligt de vulkaan Mombacho en ten westen de Granada.

## Geboren
- Ernesto Cardenal (1925-2020), priester en politicus

## Stedenbanden
- Frankfurt (Duitsland), sinds 1991